# Laurencja Harasimiw
Laurencja Harasimiw (ukr. Левкадія Іллівна Гарасимів, trans. Łewkadija Illiwna Harasymiw, ur. 30 września 1911 w Rudnikach, zm. 28 sierpnia 1952 w Charsku w obwodzie tomskim) – błogosławiona Kościoła katolickiego, siostra zakonna.
W 1931 roku wstąpiła do greckokatolickiego zgromadzenia józefitek, śluby zakonne złożyła w 1933 roku.
Aresztowana przez NKWD w 1951, zesłana początkowo do Borysławia, następnie do Charska pod Tomskiem. Na wygnaniu bardzo zapadła na zdrowiu. W łagrze dzieliła pokój ze sparaliżowanym mężczyzną. Spędzała czas na modlitwie i wykonywaniu robót ręcznych, cierpliwie znosiła nieludzkie warunki.
Została beatyfikowana 27 czerwca 2001 roku przez Jana Pawła II we Lwowie w grupie 27 nowomęczenników greckokatolickich.